# Лян Уънбо
Лян Уънбо (на китайски: 梁文博) е китайски професионален играч на снукър, роден на 5 март 1987 г. в Хъйлундзян, Китай. Лян играе с лявата ръка и е номер две сред китайските играчи на снукър след Дин Джънхуй.
Като аматьор Лян Уънбо има следното по-забележително представяне:
- 2003 IBSF World Snooker Championship, за юноши – четвъртфиналист
- 2004 IBSF World Snooker Championship, до 21 години – полуфиналист
- 2005 Pontins International Open Series, до 21 години – 4-ти кръг

На Азиатските игри през 2006 г. печели златен медал отборно и сребърен медал в индивидуалното представяне!

## Кариера

### 2004/05
През сезон 2004/05, Лян Уънбо взема участие в квалификациите за Световното първенство по снукър, завършвайки на 104-то място сред 168 състезатели, като събира едва 2150 точки.

### 2005/06
Въпреки не отговарят на изискванията за участие в схемата на първенството, Лян получава покана за участие в основната схема. Роля за това изиграва и спечелените Pontins International Open Series до 21-годишна възраст. В първия кръг на квалификациите обаче губи от Рори Уиламес с 5 - 2 фрейма. В следващото издание на първенството на Великобритания Лян Уънбо губи от Маркус Кембъл с 9 – 8 фрейма.
През 2005 г. влиза в основната схема на Откритото първенство на Уелс. В квалификациите последователно побеждава Sean Storey, Джейми Бърнет и Рори Маклауд. Първият му противник в основната схема е Найджъл Бонд и Лян печели убедително с 5 - 0. В следващия кръг обаче е спрян от Греъм Дот, губейки мача с 5 – 3 фрейма.
На Купата на Малта Лян Уънбо губи в първия кръг на квалификациите от Пол Дейвис с 5- 3 фрейма. На Откритото първенство на Китай китайският състезател прескача два квалификационни кръга след победи над David McDonnell и Matthew Couch, но в последния трети квалификационен кръг губи от Адриан Гънел с 5 – 3 фрейма.
Лян Уънбо завършва сезона със загуба в първия кръг на квалификациите на Световното първенство от Joe Delaney с 10 - 5 фрейма. В дебютния му сезон при професионалните играчи на снукър Лян Уънбо завършва на 78-а позиция в ранглистата, което обаче не му гарантира място сред най-добрите. Все пак печели 8 места и правото да участва в последните кръгове на квалификациите за големите турнири.

### 2006/07
През сезон 2006/07 Лян Уънбо успява да достигне най-малко до втория кръг на квалификациите за турнирите, в които играе. В първенството на Северна Ирландия в първия квалификационен кръг побеждава Robert Stephen с 5 – 0 фрейма, но след това губи във втория кръг.
В Гран При в Абърдийн, Лян Уънбо е в една квалификационната си група, в която са и опитните играчи Джерард Грийн и Бари Пинчес. Той завършва четвърти в нея, и въпреки че не се класира за следващия кръг, той побеждава бившия световен шампион и световен номер едно Стивън Хендри с 3 – 0.
В първенството на Великобритания през 2006 г. Лян Уънбо губи във втория кръг на квалификациите от Джейми Бърнет с 9 – 7 фрейма.
В следващия турнир – Купата на Малта през 2007 г., Лян губи от Joe Jogia с 5 – 3 фрейма, отново във втория кръг на квалифицираните.
В Откритото първенство на Уелс Лян достига финалния кръг на квалификациите, след победи над Dene O'Kane, Joe Jogia и Марк Дейвис. В последния етап, преди влизане в основната схема на турнира, губи от Найджъл Бонд отново, този път с 5 – 3
Лян продължава доброто си представяне през годината, достигайки до втория квалификационен кръг на Откритото първенство на Китай, като побеждава Стивън Робърт, преди да загуби от финландеца Робърт Хъл.
На Световното първенство Лян побеждава Jeff Cundy, но след това губи от Майк Дън.
През този сезон Лян подобрява класирането си е ранглистата, достигайки 66-ото място, но остава извън топ 64

### 2007/08
Лян Уънбо започва сезона бляскаво, като за малко не успява да се класира за Шанхай мастърс, като в последния квалификационен кръг е спрян от стария познайник Найджъл Бонд с 5 - 3 фрейма и го лишава от поява в родния шампионат. В квалификациите преди това успява да победи последователни Ашли Райт (5 - 1), Робин Хъл (5 - 3) и Джейми Бърнет (5 – 3).
В Гран При Лян Уънбо не успява да повтори успеха си от миналия сезон и да прескочи груповата фаза на турнира.
На следващия турнир в Северна Ирландия има повече късмет, печелейки в квалификациите над Патрик Фрейзър, Джо Дилейни и Rory McLeod. В 1/48 финалите Лян губи от Джерард Грийн с 5 – 2 фрейма.
В Британското първенство губи от Дейвид Рой с 9 - 2 фрейма и не успява да се класира за основната схема. Същото нещо се случва и на първенството на Уелс, където в последния квалификационен кръг губи от Андрю Норман с 5 – 2 фрейма.
Разочароващо е участието му на Откритото първенство на Китай, където губи в първия кръг на квалификациите от Steve Mifsud, които в края на този сезон бе класирана 54 места зад Лян!
Истински фурор Лян предизвиква с класирането си на четвъртфинал на Световното първенство през 2008 г. Тогава Лян Уънбо се включва от първия кръг на квалификациите и побеждава последователно Ben Woollaston (10 - 3), Род Уаолтър (10 - 6), Дейвид Гилбърт (10 - 3) и Иън МакКълох (10 - 5). В основната схема в първия кръг играе с ирландеца Кен Дохърти и го побеждава с 10 - 5 фрейма. Сензационното му представяне не е свършило и още една „глава пада“, след трудна победа над друг ирландец в турница - Джо Суейл с 13 - 12 фрейма. В четвъртфинала е спрян от Рони О'Съливан с 13 – 7 фрейма, но оставя страхотни впечатления от играта си.
Благодарение на този четвъртфинал в Световното първенство Лян Уънбо прибавя 5000 точки в актива си и достига до 40-о място в ранглистата. Това е и най-доброто му класиране.

### 2008/09
Сезонът започва добре за Лян, като той се класира за основната схема на първенството на Северна Ирландия, където обаче губи на осминафинал от Джон Хигинс с 5 - 1 фрейма. В предварителните кръгове побеждава последователно ветерана Стив Дейвис с 5 - 3 и тактика Питър Ебдън с категоричното 5 - 0 фрейма! На турнира постига и един сенчъри брейк от 104 точки. Това представяне го извеждат до 26-а позиция в предварителната ранглиста за следващия сезон.
В мач от квалификациите на Първенството на Бахрейн 2008 Уънбо постига първия си максимален брейк в кариерата като професионалист. Прави това в мач срещу Martin Gould, побеждавайки го с 5 - 1 фрейма в третия кръг на квалификациите. Все пак не успява да достигне до основната схема на турнира, защото в последния четвърти квалификационен кръг отпада след загуба с 5 - 2 от Майкъл Джъд.

### 2009/10
Сезонът за китаеца започва прекрасно, след като той достига до финал на Шанхай мастърс. В турнира започва от 4-тия кръг на квалификациите, където побеждава Дейвид Гилбърт за влизане в основната схема. Там преодолява последователно Питър Ебдън (5 - 1), Алистър Картър (5 - 1), Рики Уолдън (5 - 3) и Шон Мърфи (5 - 4), за да достигне финала и да загуби в него от Рони О'Съливан с 5 - 10 фрейма.

## Сезон 2009/10
| Турнир                    | Резутат | Спечелени пари | Ранкинг точки | Най-голям брейк | 100+ брейк | 50+ брейк | Брой спечелени срещи |
| ------------------------- | ------- | -------------- | ------------- | --------------- | ---------- | --------- | -------------------- |
| Шанхай мастърс 2009       |         | £              |               |                 |            |           |                      |
| Гран При 2009             |         | £              |               |                 |            |           |                      |
| Британско първенство 2009 |         | £              |               |                 |            |           |                      |
| Мастърс 2010              |         | £              |               |                 |            |           |                      |
| Първенство на Уелс 2010   |         | £              |               |                 |            |           |                      |
| Първенство на Китай 2010  |         | £              |               |                 |            |           |                      |
| Световно първенство 2010  |         | £              |               |                 |            |           |                      |
| Общо                      |         | £              |               |                 |            |           |                      |

| Портал | В Портал Снукър можете да намерите още много страници за снукър. |